# بازگشت به فرستنده (فیلم ۲۰۰۴)
بازگشت به فرستنده (به انگلیسی: Return to Sender) فیلمی محصول سال ۲۰۰۴ و به کارگردانی بیله آگوست است. در این فیلم بازیگرانی همچون کانی نیلسن، آیدان کوئین، تیم دالی، کلی پرستون، مارک رایان و مارک هولتون ایفای نقش کرده‌اند.